# Manne Saathoff
Manne (Menne) Saathoff (ur. 1914, zm. 1948) – zbrodniarz nazistowski, SS-Unterscharführer, członek załogi niemieckich obozów koncentracyjnych Esterwegen i Sachsenhausen.

## Życiorys
Urodził się w Akelsberg koło Hanoweru. W październiku 1934 wstąpił do SS i rozpoczął służbę w obozie Esterwegen. Do NSDAP należał od 1940. Od lipca 1939 do stycznia 1943 należał do personelu Sachsenhausen, gdzie między innymi pełnił funkcję Blockführera i plutonowego w batalionie wartowniczym. Saathoff brał udział w masowej eksterminacji jeńców radzieckich. W latach 1939–1940 z kolei osobiście rozstrzelał pięciu więźniów politycznych skierowanych do Sachsenhausen przez berlińskie gestapo oraz uczestniczył w torturowaniu i maltretowaniu 150 innych więźniów. 
Saathoff został po zakończeniu wojny osądzony przez radziecki Trybunał Wojskowy w Berlinie wraz z innymi członkami personelu Sachsenhausen i skazany na dożywotnie pozbawienie wolności połączone z ciężkimi robotami. Umieszczono go w jednym z obozów w kompleksie łagrów w okolicach Workuty, gdzie zmarł wiosną 1948.